# Quarantadue martiri di Amorio
I quarantadue martiri di Amorio (in greco: οἰ ἅγιοι μβ′ μάρτυρες τοῦ Ἀμορίου) erano un gruppo di alti ufficiali bizantini presi prigionieri dal Califfato abbaside in seguito al Sacco di Amorio dell'838 e giustiziati nell'845 per aver rifiutato l'abiura e la conversione all'Islam. Sono commemorati dalla chiesa ortodossa orientale il 6 marzo. 
Nell'anno 838, il califfo abbaside al-Mu'tasim condusse una vasta campagna militare contro l'impero bizantino che si concluse con la presa e il saccheggio della metropoli di Amorio, capitale del tema anatolico e luogo di origine della dinastia regnante. 
In seguito a questi eventi, 42 ufficiali e notabili di Amorio vennero condotti come ostaggi a Samarra, all'epoca capitale del califfato. Numerose offerte di riscatto fatte dall'imperatore Teofilo e in seguito alla sua morte da Michele III e dall'imperatrice reggente Teodora, vennero respinte dal califfo. Il gruppo venne infine giustiziato a Samarra il 6 marzo dell'845. Solamente di alcuni dei 42 è nota l'identità; tra questi troviamo:
- Teodoro Krateros, eunuco di corte e probabilmente strategos del tema dei Buccellari;
- il patrikios Ezio, strategos del tema anatolico;
- il patrikios Teofilo;
- il magistros Costantino Baboutzikos, cognato dell'imperatrice Teodora;
- il patrikios Kallistos, probabilmente membro della famiglia dei Melisseni;
- Costantino, segretario (notarios o hypographeus) di Costantino Baboutzikos.

L'agiografia dei 42 venne composta poco dopo la loro morte dal monaco Euodios, il quale ravvisò nella sorte degli ostaggi e nel sacco di Amorio una manifestazione della vendetta divina cagionata dalla reintroduzione delle misure iconoclastiche da parte dell'imperatore Teofilo. La narrazione di Euodios contiene discussioni teologiche tra i prigionieri e diversi personaggi (disertori bizantini, funzionari abbasidi ecc) loro inviati per convincerli a convertirsi durante i sette anni di prigionia. Secondo il testo di Euodios le esecuzioni si svolsero sulle rive del fiume Eufrate e vennero condotte da schiavi etiopi. L'agiografia di Euodios è l'ultimo esempio di opera relativa ad un martirio collettivo. Ebbe vasta diffusione, con diverse varianti della vicenda dei 42 martiri composte da autori di epoche successive. 
La festa dei 42 martiri cade il giorno 6 marzo, giorno dell'esecuzione. Raffigurazioni dei 42 martiri sono rare nell'arte bizantina, diversamente dai Quaranta martiri di Sebaste. 